# Solingen
Solingen (phát âm tiếng Đức: [ˈzoːlɪŋən] ⓘ; tiếng Limburg: Solich) là một thành phố độc lập (không thuộc huyện nào) trong vùng hành chính Düsseldorf thuộc bang Nordrhein-Westfalen của nước Đức. Thành phố có diện tích 89,45 km², dân số thời điểm cuối năm 2019 là 159.245 người. Solingen thuộc Vùng đất Bergisches và khu vực tam giác 3 thành phố Bergisch, thành phố cũng là một phần của Vùng đô thị Rheinland   và Hiệp hội Vùng đất Rheinland. Solingen là thành phố lớn thứ 52 ở Đức.
Thành phố Solingen là trung tâm của ngành công nghiệp dao kéo của Đức, và các công ty từ Solingen là những công ty hàng đầu thế giới về sản xuất lưỡi dao nói riêng. Khoảng 90% các nhà sản xuất dao kéo và muỗng nĩa của Đức có trụ sở tại Solingen. Dao kéo với chỉ dẫn xuất xứ Solingen được bảo vệ hợp pháp  bởi Sắc lệnh Solingen từ năm 1938. Solingen là thành phố đầu tiên trên thế giới bảo vệ các sản phẩm dao kéo theo cách này. Kể từ ngày 19 tháng 3 năm 2012 Solingen đã có tên chính thức là Klingenstadt (thành phố lưỡi dao).
Các địa danh nổi tiếng nhất của thành phố là Schloss Burg an der Wupper và cây cầu đường sắt cao nhất ở Đức với độ cao 107 mét, Müngstener Brücke. Ngoài ra, Solingen còn có hệ thống xe buýt điện, chạy bằng hệ thống dây điện trên nóc xe, là một trong những hệ thống lớn nhất ở châu Âu.

## Thành phố kết nghĩa
Solingen kết nghĩa với:
- Gouda, Hà Lan (1957)
- Chalon-sur-Saône, Pháp (1960)
- Cramlington, Anh, Vương quốc Anh (1962)
- Jinotega, Nicaragua (1985)
- Ness Ziona, Israel (1986)

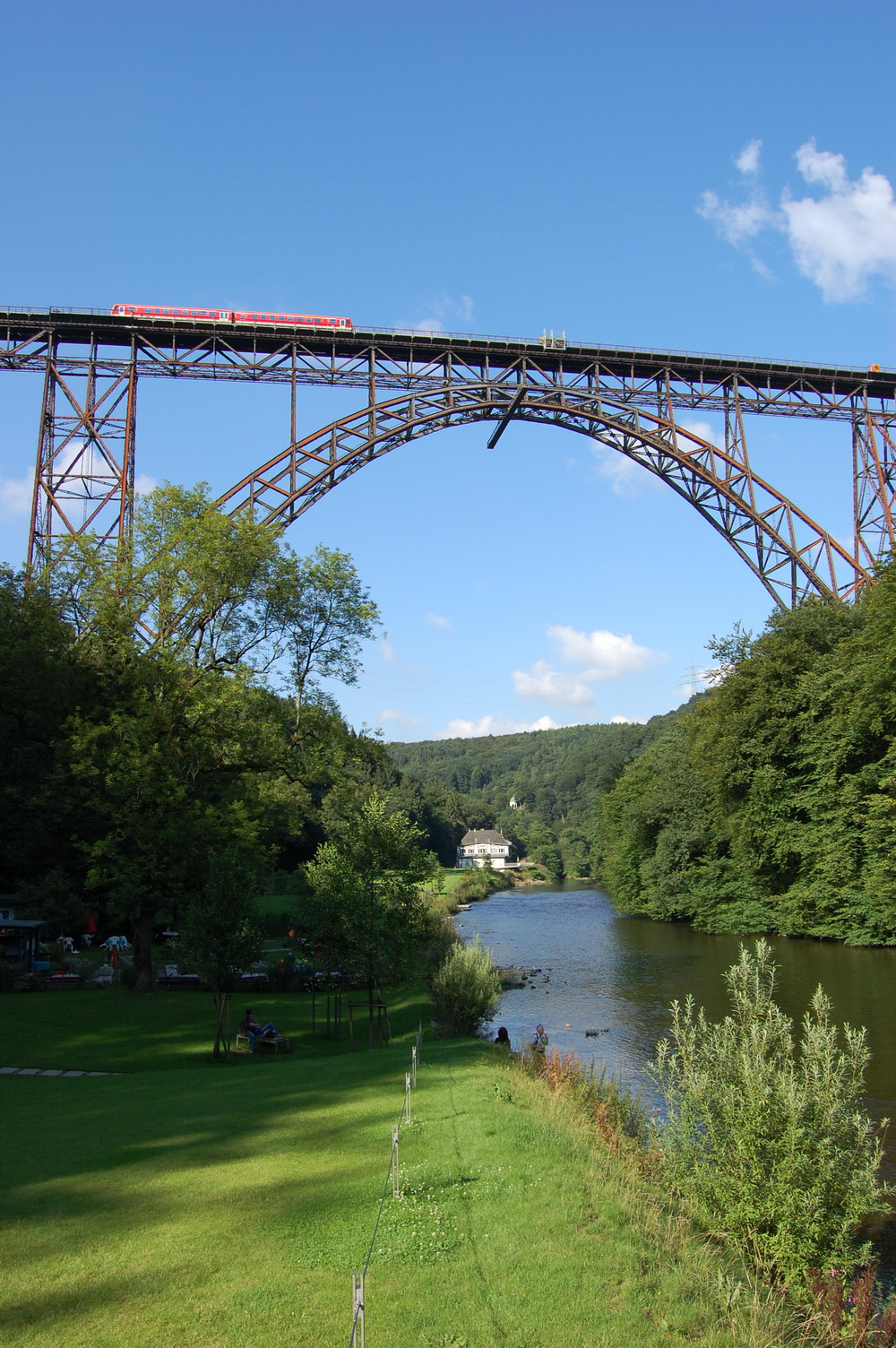
Solingen-Müngsten: Müngstener Brücke

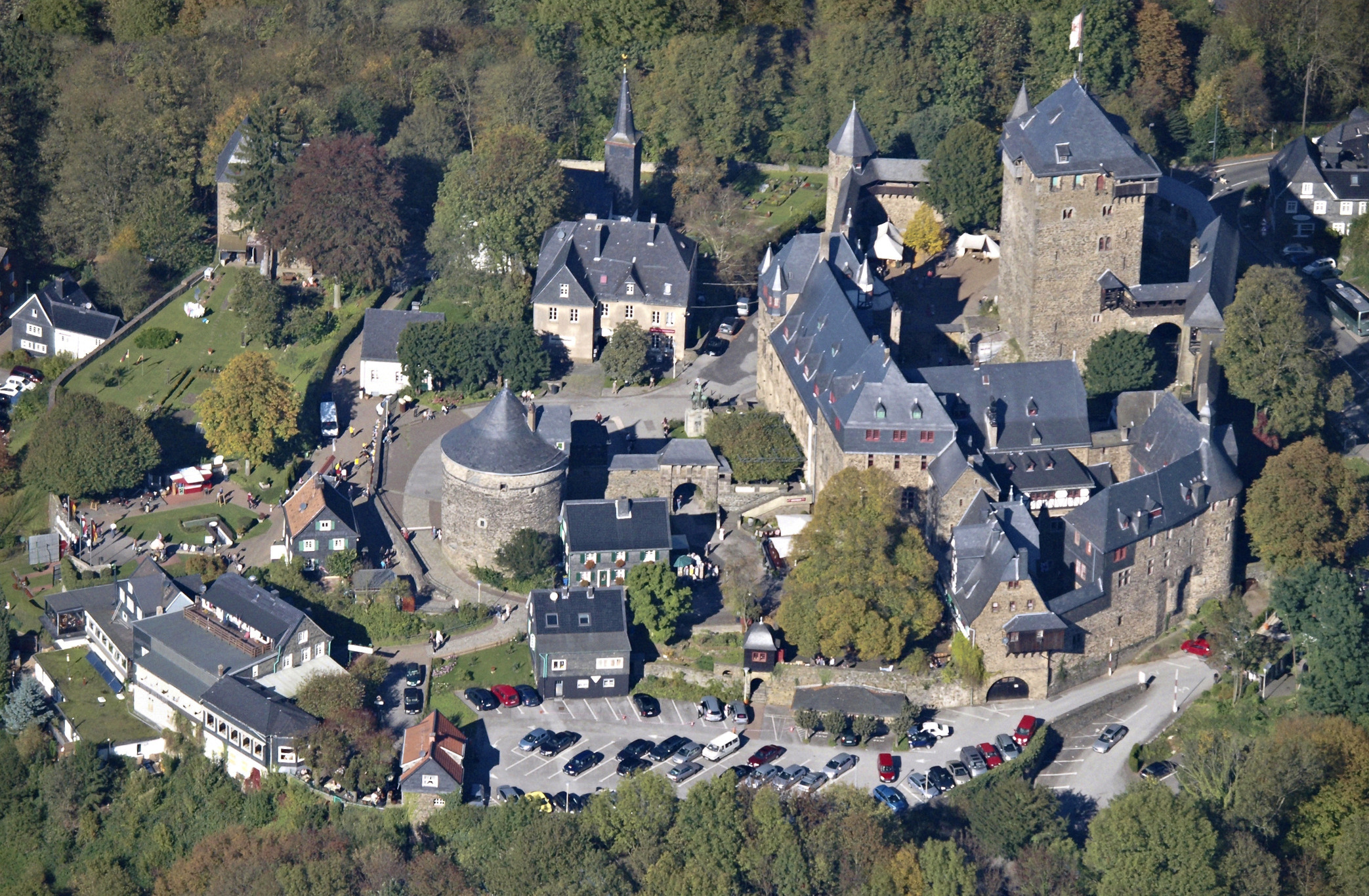
Schloss Burg nhìn từ trên không

- Thiès, Sénégal (1990)
- Aue, Đức (1990)